# Semyon Rzhishchin
Semyon Ivanovich Rzhishchin (en russe : Семён Иванович Ржищин, Semion Ivanovitch Rjichtchine), né le 15 février 1933 à Troïtsk (actuellement dans l'Oblast de Riazan) et décédé le 27 décembre 1986, est un athlète soviétique spécialiste du 3 000 mètres steeple. Licencié au CSKA Moscou, il mesurait 1,73 m pour 64 kg. Il est l'ancien détenteur du record du monde du 3 000 mètres steeple à deux reprises avec 8 min 39 s 8 le 14 août 1956 à Moscou et 8 min 35 s 5 le 21 juillet 1958 à Tallinn.

## Carrière

### Palmarès
| Date | Compétition           | Lieu      | Résultat | Performance  |
| ---- | --------------------- | --------- | -------- | ------------ |
| 1958 | Championnats d'Europe | Stockholm | 2e       | 8 min 38 s 8 |
| 1960 | Jeux olympiques d'été | Rome      | 3e       | 8 min 42 s 2 |

### Records
| Épreuve              | Performance  | Lieu    | Date            |
| -------------------- | ------------ | ------- | --------------- |
| 3 000 mètres steeple | 8 min 35 s 5 | Tallinn | 21 juillet 1958 |